# Freddyho smrt – Poslední noční můra
Freddyho smrt – Poslední noční můra je šesté pokračování hororové série filmů s názvem Noční můra v Elm Street. Jde o jediný díl, který natočila žena, a to Rachel Talalay.
Film byl natočen jako první ve 3D v produkci New Line Cinema. Objevují se tu i 3D triky, jako například ve scéně útěku z Elm Street, při kterém bylo rozbito čelní sklo.

## Děj

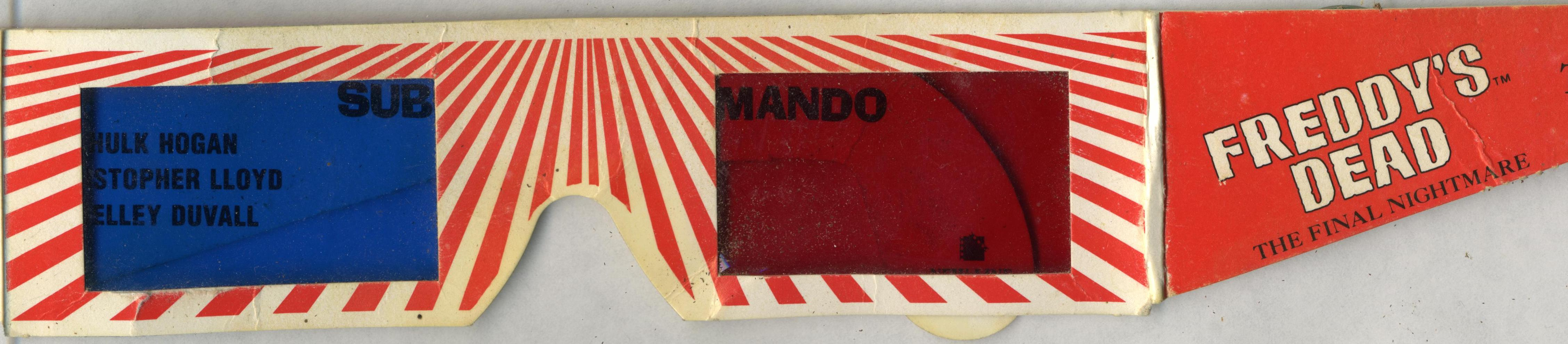
Brýle, které pomohly Maggie proniknout k Freddymu.

Film začíná jako všechny díly ze série s logem New Line Cinema. Hned po tom se objeví hláška, která se objevila i v Noční můra v Elm Street 3: Bojovníci ze sna a Noční můra v Elm Street 4: Vládce snu s názvem
"Do you know the terror of he who falls asleep,
to the very toes he is terrified,
because the ground gives way under him
and the dream begins..." Friedrich Nietzsche
(v překladu "Znáte hrůzu toho, kdo usíná, 
až k samým prstům na nohou se bojí, 
protože se pod ním propadá zem 
a začíná sen..."
a pak "Welcome to prime time, bitch " Freddy Krueger, (v překladu "Vítej v hlavním vysílacím čase, blbečku".
Dále je v ději letadlo a v něm John Doe, který utíká ze Springwoodu. Dále co osloví starší dámu že se bojí a ona ho odhodí se slovy "Neotravuj", a dáme vyletí z letadla stropní částí a John podlahou. Padá dolů a letí přímo na střechu domu z Elm Street kde bydlela Nancy Thompsonová a Jesse Walsh. Jakmile spadne, tak se probudí v posteli ale jakmile otevře okno tak zjistí že dům padá dolů, a uteče zpátky k posteli. Potom je záběr z okna jak Freddy Krueger je převlečen za čarodějnici a říká mu "Já dostanu tebe zlatíčko, a tvou duši taky" a odletí. Jakmile dům spadne on vyletí z okna a chce utéct z kopce ale zakopne a spadne. Padá z kopce, a jakmile se zastaví tak se před ním objeví budka s mužem s krvavýma očima, a sklo budky bylo také od krve, a řekl mu "Jeden lístek, na okružní cestu, pospěš si chlapče ať nezmeškáš autobus" a jak to dořekl tak do něj narazil autobus a v něm Freddy Krueger se slovy "Autobus je v plné rychlosti, žádné křičení za jízdy". A zastaví, příčina zástavy způsobí to že John spadne a jak spadne zanechá za sebou otvor ze sna do reality, spadne a rozbije si hlavu o kámen. K otvoru přichází Freddy a řekne "Teď buď hodný malý pes, a běž hledat" a v záběru je jak se John probouzí.
Dále se nacházíme v záběru na nápravný ustav pro mladé lidi, kde se John setká s Meggie-Psycholožka, Tracy-Je chudá dívka který zemřel otec a ona má problémy se sebeovládáním, Spencer-Mladý bohatý rebel, který zapaluje auta, ničí okna apod., a Carlos-kluk kterého jeho matka připravila o sluch ušní tyčinkou jelikož tzv. "zlobil" a neslyšel jí.
Meggie postupně zjišťuje Johnovi problémy a je připravena jed do Springwoodu, o kterém John sní ve svých Nočních můrách.
Při hledání pravdy zjišťují že ve Springwoodu nejsou už žádné děti a Springwood nyní žije ve strachu, a je celý poblázněn. Když jdou Meggie a John po ulici tak uviděli dětsky namalovaného Freddyho Kruegera a pod ním napsáno "One-Two Freddy's coming for you", dále u zvonku u školy "Three-Four Better Lock your door" a na školním atlasu "Five-Six Grab your Crucifix" a tam zjišťují pomocí učitele který učí imaginární děti, že Freddy měl dítě K.Krueger a že bylo dáno do sirotčince.
V domě kam utekli Tracy, Spencer a Carlos je prázdno a špína. Carlos zemře tak, že Freddy mu zesílí zvuk a začne skřípat svýma rukavicemi o tabuli a jemu bouchne hlava. A Spencer se objeví ve Freddyho videohře, kde ho zabije tak, že ho schodů ze schodů a on spadne do díry v podlaze.
John usne a zemře tak že spadne na nože, když mu Freddy odřízne padák.
Dále si na Johna, Carlose ani na Spencera nikdo nepamatuje. Ale Doca napadne že
ho zabije pomocí Meggie, je to jeho dcera a 3D brýli.
Dále Meggie Freddyho zabije pomocí jeho Rukavice se slovy "Hodně štěstí, tati" a zapíchla do něj petardu, a on vybouchne.
Nejslavnější hláška od Meggie je právě tato "Freddy je mrtvý" (Freddy's Dead).

## Hrají
- Robert Englund (Freddy Krueger)
- Lisa Zane (Maggie Burroughsová / Katherine Krueger)
- Shon Greenblatt (John Doe)
- Lezlie Deane (Tracy)
- Ricky Dean Logan (Carlos)
- Breckin Meyer (Spencer)
- Yaphet Kotto (Doc)
- Johnny Depp (muž v TV)
- Roseanne Barr (bezdětná žena)
- Tom Arnold (bezdětný muž)
- Cassandra Rachel Friel (malá Maggie / Katherine Krueger)
- Alice Cooper (otec Freddyho Kruegera)
- Robert Shaye (prodavač lístků)

## Hudba
Tyto skladby byly složeny pro film:
Goo Goo Dolls-
I'm awake Now
Iggy Pop-
Why was I born (Freddy's Dead)

## Kritika
Snímku se dostalo rozporuplného přijetí od diváků a převážně negativního od kritiků. Filmu byl jedněmi vyčítán zmatený scénář, slabá režie a atmosféra a zbytečné 3D efekty, druhými byl zase považován za důstojný konec série s originálním scénářem a povedenými camei známých celebrit.

## Pokračování
Ačkoli se mělo jednat o poslední díl, v roce 1994 natočil duchovní otec série Wes Craven pokračování Nová noční můra. Roku 2003 následoval crossover Freddy vs. Jason, který režíroval Ronny Yu. V roce 2010 byl natočen remake prvního dílu pod názvem Noční můra v Elm Street.